# Арлингтон (Техас)
А́рлингтон (англ. Arlington [ˈɑːrlɪŋtən]) — седьмой по численности населения город штата Техас и 50-й по этому показателю в США. Население — 365 438 человек по состоянию на 2010 год.

## История
Город был основан в 1876 году со строительством Техасско-Тихоокеанской железной дороги.

## География
Расположен в северной части штата на берегах реки Джонсон Крик, в 32 километрах к западу от Далласа и в 19 километрах к востоку от Форт-Уэрта.

## Образование
Университет Арлингтона входит в состав Техасской системы университетов.

## Достопримечательности
В Арлингтоне находятся тематический парк развлечений «Шесть флагов над Техасом» и самый большой в мире крытый стадион «Эй-ти-энд-ти Стэдиум» на 80 000 сидячих мест.
В мае 2013 года в парке развлечений «Шесть флагов над Техасом» открыта самая высокая в мире карусель «Skyscreamer» высотой 122 метра.

## Города-побратимы
- Германия: Бад-Кёнигсхофен-им-Грабфельд